# 1368 Numidia
1368 Numidia eller 1935 HD är en asteroid i huvudbältet som upptäcktes 30 april 1935 av den sydafrikanske astronomen Cyril V. Jackson i Johannesburg. Det har fått sitt namn efter det forntida Numidien i Nordafrika.
Asteroiden har en diameter på ungefär 19 kilometer och den tillhör asteroidgruppen Maria.